# جیمی کارتر (بازیکن فوتبال)

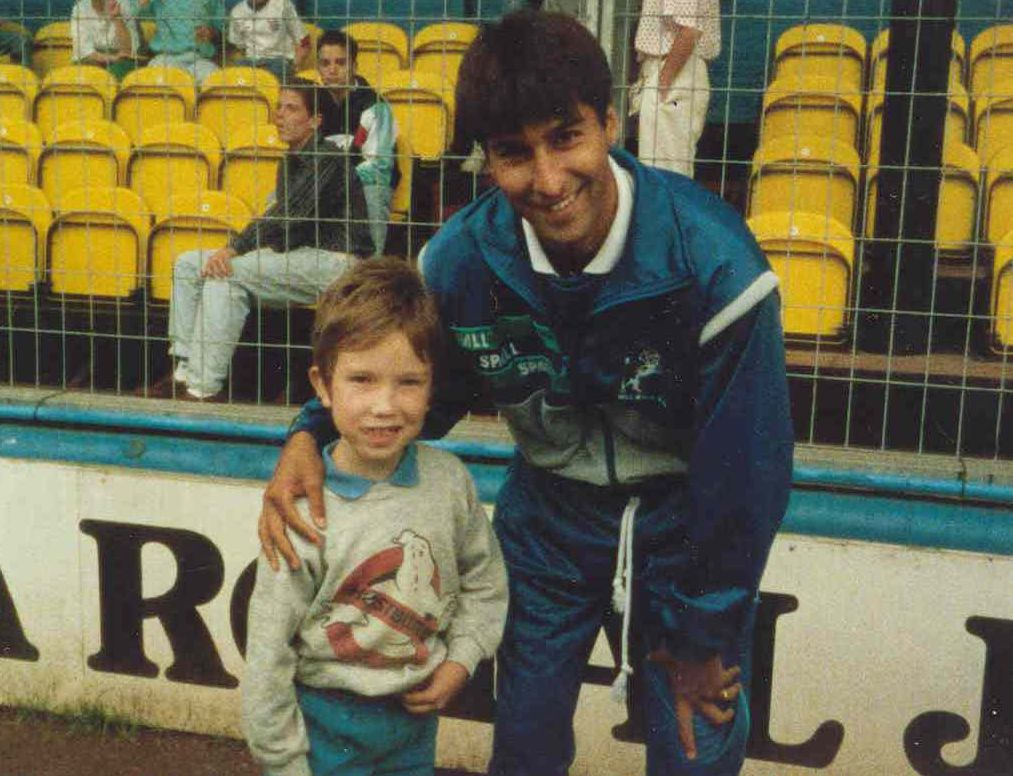
جیمی کارتر (۱۹۸۸)

جیمی کارتر (انگلیسی: Jimmy Carter؛ زادهٔ ۹ نوامبر ۱۹۶۵) فوتبالیست اهل بریتانیا است.
از باشگاه‌هایی که در آن بازی کرده‌است می‌توان به باشگاه فوتبال آرسنال، باشگاه فوتبال لیورپول، باشگاه فوتبال کویینز پارک رنجرز، باشگاه فوتبال پورتسموث، باشگاه فوتبال آکسفورد یونایتد، و باشگاه فوتبال میلوال، باشگاه فوتبال کریستال پالاس، باشگاه فوتبال آکسفورد یونایتد، و باشگاه فوتبال میلوال اشاره کرد.